# Swamp blues

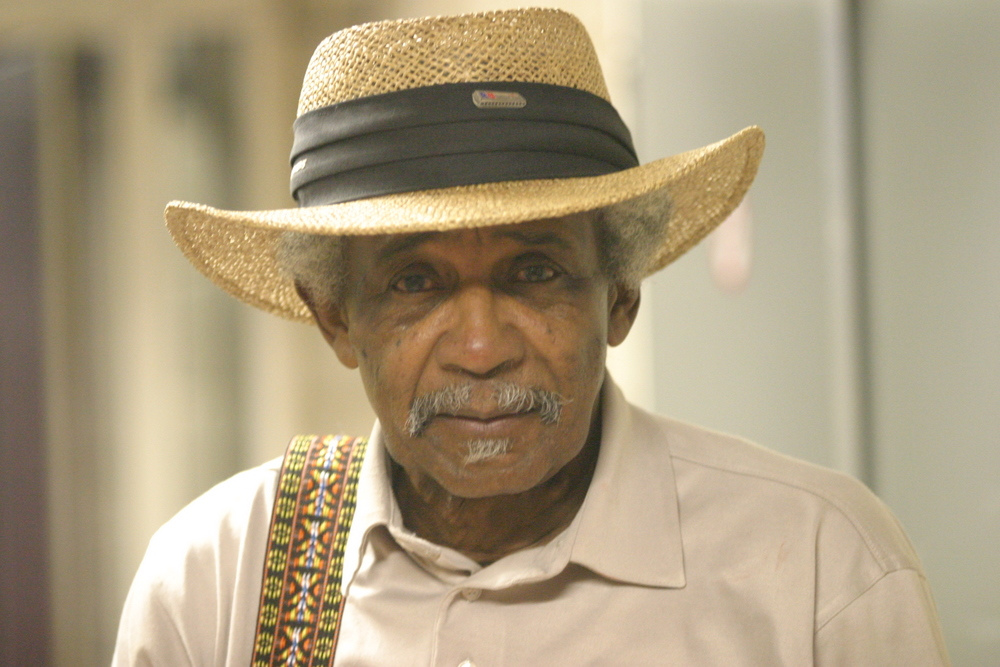
El guitarrista y vocalista de blues Lazy Lester en 2004

El Swamp blues es un tipo de música blues muy especializada y evolucionada. Este estilo nace a partir del Louisiana blues y es conocido principalmente por sus ritmos lentos, los cuales dominan a una música desenfadada y alegre. Así mismo, en sus sonidos pueden encontrarse influencias de la música cajún o zydeco, músicas basadas en Baton Rouge, Luisiana.  

## Historia
A pesar de que gran parte de los intérpretes del swamp blues procedan de Baton Rouge, este estilo suele asociarse con el productor discográfico J. D. "Jay" Miller originario de Crowley, Luisiana; Miller realizó muchas grabaciones de swamp blues a través de sus sellos discográficos, además de en otras discográficas a nivel estatal como la de Ernie Young "Excello Records". Viendo el impacto del swamp blues en la música popular, los Rolling Stones versionaron el tema del intérprete de swamp blues Slim Harpo "I'm A King Bee" mientras que Neil Young, entre otros, versionó el tema de Harpo "Rainin' In My Heart". El swamp blues suele citarse como una de las principales influencias en el grupo Creedence Clearwater Revival.  
El swamp blues suele confundirse con la música swamp pop, la cual corresponde a un género musical del sur de Luisiana (aun así, intérpretes de swamp blues y swamp pop suelen acompañarse los unos a los otros en estudios de grabación y conciertos en directo); tampoco debe confundirse con el Delta blues, un estilo de música blues más conocido y que proviene del norte de Misisipi.

## Intérpretes destacados
| - Tab Benoit - Lonnie Brooks - Roscoe Chenier - Selwyn Cooper - Diablo Dimes - Clarence Edwards - Carol Fran - Henry Gray - Slim Harpo - Silas Hogan | - Joe Hudson - Big Daddy Harry Hypolite - Arthur 'Guitar' Kelly - John Fogerty - Lazy Lester - Kenny Neal - Raful Neal - Michael Juan Nunez - Lil' Buck Sinegal - Lightnin' Slim | - Whispering Smith - Warren Storm - Lonesome Sundown - Tabby Thomas - Katie Webster |